# Mãn Châu thuộc Minh
Mãn Châu dưới sự cai trị của nhà Minh đề cập đến sự thống trị của nhà Minh trên lãnh thổ Mãn Châu, kể cả vùng Đông Bắc Trung Quốc và Priamurye hiện nay. Sự thống trị của nhà Minh đối với Mãn Châu bắt đầu bằng cuộc viễn chinh Mãn Châu vào cuối những năm 1380 sau khi nhà Nguyên do Mông Cổ lãnh đạo và đạt đến đỉnh cao vào đầu thế kỉ 15 với việc thành lập Đô chỉ huy sứ ty Nô Nhi Can, nhưng quyền lực của nhà Minh đã suy yếu, đáng kể ở Mãn Châu sau đó. Bắt đầu từ những năm 1580, thủ lĩnh người Kiến Châu Nữ Chân là Nỗ Nhĩ Cáp Xích bắt đầu nắm quyền kiểm soát hầu hết Mãn Châu trong vài thập kỷ tiếp theo và vào năm 1616, ông thành lập nhà Hậu Kim, nhưng nguyện vọng chưa được thực hiện xong thì ông lâm bệnh rồi mất và trao quyền lại cho người con trai Hoàng Thái Cực. Nhà Thanh được thành lập Hoàng Thái Cực cuối cùng sẽ đi viễn chinh nhà Minh và nắm quyền kiểm soát của Trung Quốc bản thổ.

## Lịch sử
Đế quốc Mông Cổ viễn chinh toàn bộ vùng Mãn Châu (hiện nay là vùng Đông Bắc Trung Quốc và Priamurye) vào thế kỷ 13 và nó được đặt dưới sự cai trị của triều Nguyên được thành lập bởi Hốt Tất Liệt. Sau khi lật đổ triều Nguyên bởi triều Minh của người Hán vào năm 1368, Mãn Châu vẫn còn dưới sự cai trị của những tàn dư gia tộc triều Nguyên cũ, được biết đến trong sử sách là triều Bắc Nguyên. Nạp Cáp Xuất, một cựu quan chức nhà Nguyên và là tướng Uriankhai của Bắc Nguyên, đã giành được quyền bá chủ đối với người Mông Cổ và các bộ lạc ở Mãn Châu (tỉnh Liêu Dương của triều Nguyên cũ). Khi ông lớn mạnh ở phía đông bắc, nhà Minh quyết định đánh bại ông thay vì chờ đợi quân Mông Cổ tấn công. Năm 1387, nhà Minh gửi một chiến dịch quân sự tấn công Nạp Cáp Xuất, kết thúc với việc Nạp Cáp Xuất đầu hàng và nhà Minh chinh phục được Mãn Châu.
Triều đình vào thời đầu nhà Minh không áp đặt nhiều quyền kiểm soát đối với người Nữ Chân như triều Nguyên; nó đã không đánh thuế họ và không thiết lập các trạm bưu tín ở Liêu Đông và vùng Bắc Mãn Châu (như triều Nguyên đã có), điều này sẽ thúc đẩy quyền kiểm soát. Mặc dù vậy, triều đình nhà Minh đã thiết lập vệ (衛, wei) ở Lĩnh Đông dưới thời Hồng Vũ đế và ở phía Bắc Mãn Châu sau này dưới thời Vĩnh Lạc đế. Tuy nhiên, các thủ lĩnh Nữ Chân vẫn tiếp tục thu thuế và tăng quân cho riêng mình. Xã hội Nữ Chân không bị xã hội hóa; các vệ binh phục vụ để khẳng định lại quan hệ đối ngoại truyền thống của Trung Hoa.
Vào cuối thời Minh Thái Tổ, những điều cốt yếu của chính sách đối với người Nữ Chân đã hình thành. Hầu hết các cư dân của Mãn Châu, ngoại trừ những người Nữ Chân hoang dã, đều hòa bình với người Hán. Tuy nhiên, một mối quan hệ phù hợp giữa nhà nhà Hán Minh và các nước láng giềng của họ ở phía đông bắc đã không được thiết lập. Hệ thống canh gác hiếm khi đến được phía Bắc Mãn Châu, và các quy định về cống nạp và thương mại vẫn còn tương đối chưa được hoàn thiện. Vĩnh Lạc đế một lần nữa chịu trách nhiệm đưa ra khuôn khổ cho quan hệ Minh-Nữ Chân. Ông tìm kiếm hòa bình với người Nữ Chân và cố gắng ngăn họ liên minh với người Mông Cổ hoặc người Triều Tiên để gây ra các mối đe dọa đối với vùng biên giới Trung Quốc. Một cách để chiến thắng người Nữ Chân là bắt đầu một hệ thống triều cống và thương mại thường xuyên, một lợi ích cho các nước láng giềng phía Đông Bắc này, cũng như cho nhà Minh, mà cần và thèm muốn các sản phẩm Nữ Chân nhất định. Cuối cùng, hoàng đế phân biệt giữa Liêu Đông và các khu vực Nữ Chân khác xa hơn về phía bắc. Liêu Đông là một phần của hệ thống hành chính thông thường của nhà Minh, với việc thành lập Đô chỉ huy sứ ty và một tập hợp các nghĩa vụ tài chính và quân sự tương xứng, tương tự như các nghĩa vụ áp đặt và thường được các tỉnh ở Trung Quốc thực hiện. Và ở phía Bắc Mãn Châu, Vĩnh Lạc đế đã tạo ra một loạt vệ binh và thay thế ảnh hưởng của Triều Tiên trong số những người Nữ Chân. Ông đã đạt được hòa bình ở vùng đất Nữ Chân tiếp giáp với với việc thành lập một Đô chỉ huy sứ ty và một tập hợp các nghĩa vụ quân sự và tài khóa tương xứng, tương tự như các nghĩa vụ được áp đặt và thường được các tỉnh ở Trung Quốc thực hiện. Và ở phía Bắc Mãn Châu, Vĩnh Lạc đế đã tạo ra một loạt vệ binh và thay thế ảnh hưởng của Triều Tiên trong số những người Nữ Chân. Ông đã đạt được hòa bình ở vùng đất Nữ Chân tiếp giáp với với việc thành lập một Ủy ban quân sự khu vực và một tập hợp các nghĩa vụ quân sự và tài khóa tương xứng, tương tự như các nghĩa vụ được áp đặt và thường được các tỉnh ở Trung Quốc thực hiện. Và ở phía bắc Mãn Châu, Vĩnh Lạc đế đã tạo ra một loạt vệ binh và thay thế ảnh hưởng của Triều Tiên trong số những người Nữ Chân. Ông đã đạt được hòa bình ở vùng đất Jurchen tiếp giáp với các con sông như Đồ Môn, Amur, Tùng Hoa và Ussuri và chính quyền nhà Minh đã phát triển kiến thức chuyên môn về các nhóm và các thủ lĩnh Nữ Chân khác nhau. Ảnh hưởng văn hóa và tôn giáo của Trung Hoa như Tết Nguyên đán, "thần Trung Quốc", các họa tiết Trung Hoa như rồng, xoắn ốc, cuộn giấy và của cải vật chất như nông nghiệp, chăn nuôi, sưởi ấm, nồi nấu bằng sắt, lụa và bông trải rộng giữa người bản địa Amur như người Udege, Ulch và Nanai.

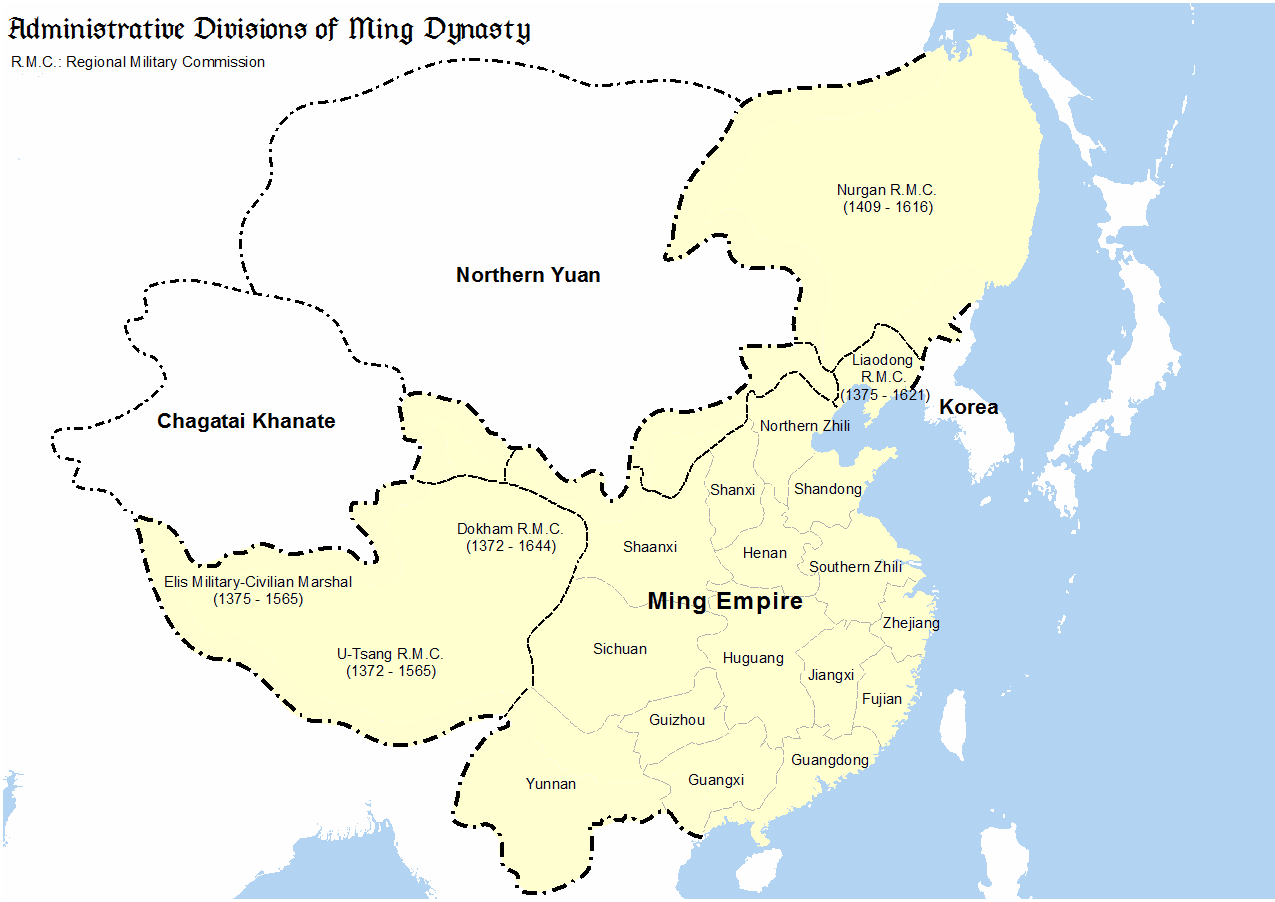
Cương vực nhà Minh vào năm 1409

Tuy nhiên, việc tạo ra một đội bảo vệ không nhất thiết bao hàm sự kiểm soát chính trị. Năm 1409, triều Minh dưới thời Minh Thành Tổ thành lập Đô chỉ huy sứ ty Nô Nhi Can trên bờ sông Amur và Diệc Thất Cáp, một hoạn quan gốc Hải Tây Nữ Chân được lệnh dẫn đầu một cuộc thám hiểm đến cửa sông Amur để bình định những người Nữ Chân hoang dã. Các thủ lĩnh Nữ Chân tiếp đón ông rất thân tình và ông đáp lại bằng cách cung cấp quà tặng cho họ. Đến lượt họ, họ đồng ý với việc nhà Minh thành lập Đô chỉ huy sứ ty Nô Nhi Can và gửi một sứ mệnh cống nạp để tháp tùng Diệc Thất Cáp trở lại triều đình. Năm 1413, hoàng đế lại cử Diệc Thất Cáp đến Nô Nhi Can để gặp gỡ các tù trưởng Nữ Chân và xây dựng chùa Vĩnh Ninh trong một nỗ lực quảng bá Phật giáo là một trong những nơi ít định cư nhất của người Nữ Chân. Nô Nhi Can là địa điểm chùa Vĩnh Ninh (永寕寺), một ngôi chùa Phật giáo dành riêng cho Phật Quan Âm, được thành lập bởi Diệc Thất Cáp (Išiqa) trong 1413. There is some evidence that he reached the Sakhalin island Có một số bằng chứng cho thấy ông đạt đến đảo Sakhalin trong một trong những chuyến thám hiểm của mình đến vùng hạ lưu Amur và phong tước vị nhà Minh cho một thủ lĩnh địa phương. Những nỗ lực của anh ấy đã được đón nhận vì anh ấy đã được thông báo đầy đủ về phong tục và thái độ của Nữ Chân. Cống hiến và thương mại từ Nô Nhi Can bắt đầu tràn vào Trung Quốc; các tù trưởng Nữ Chân chấp nhận việc ban tặng các danh hiệu của nhà Minh; Phật giáo được quảng bá trong các dân tộc bản địa, và thương mại và thông tin liên lạc được tạo điều kiện thuận lợi thông qua các trạm bưu tín được thành lập ở Nô Nhi Can. Tuy nhiên, triều đình nhà Minh đã không chi phối vận may chính trị của Dã Nhân Nữ Chân Nó chỉ đơn giản là duy trì sự hiện diện ở phía Đông Bắc xa xôi của Mãn Châu. Sau khi Vĩnh Lạc đees qua đời, việc làm như vậy ngày càng trở nên khó khăn. Theo Đại Minh hội điển, nhà Minh đã thành lập 384 vệ binh và 24 dinh ở Mãn Châu, nhưng đây có lẽ chỉ là những văn phòng trên danh nghĩa.
Một số nguồn báo cáo rằng một pháo đài của Trung Quốc đã tồn tại ở Aigun trong khoảng 20 năm vào thời Vĩnh Lạc ở bờ trái (phía Tây Bắc) của hạ lưu sông Amur từ cửa sông Zeya. Aigun thời nhà Minh này nằm ở bờ đối diện với Aigun sau này đã được di dời vào thời nhà Thanh. Hạm đội cuối cùng của Diệc Thất Cáp bao gồm 50 tàu lớn với 2.000 binh sĩ, và họ thực sự đưa vị thuyền trưởng mới nhậm chức (người đang sống ở Bắc Kinh) đến Tyr.
Đô chỉ huy sứ ty Nô Nhi Can đã bị bãi bỏ vào năm 1435, sau 11 năm kể từ khi Minh Thành Tổ mất, và mặc dù các vệ binh vẫn tiếp tục tồn tại ở Mãn Châu, triều đình nhà Minh đã ngừng các hoạt động hành chính đáng kể ở đó vì những người đứng đầu các nhóm dân tộc địa phương đóng vai trò là các quan chức địa phương và nhiều làng mạc và lính canh của người Nữ Chân đã trở thành những bộ lạc cha truyền con nối hoặc công quốc cấp thấp. Sau đó, các vệ binh này và các công việc của Mãn Châu do Quân ủy Liêu Đông của tỉnh Sơn Đông quản lý. Mặc dù chính quyền nhà Minh và bộ lạc Nữ Chân vẫn tham gia vào các hoạt động có chủ quyền như cống nạp, các cuộc xung đột tiếp tục gia tăng, và chính quyền nhà Minh đã thực hiện nhiều cuộc bao vây và đàn áp đối với bộ tộc Nữ Chân nổi loạn ở Mãn Châu. Các trận đánh quan trọng nhất là hai cuộc hành quân "cày nát" Mãn Châu của Thành Hóa đế vào năm 1467 và 1479 và cuộc trấn áp quân khởi nghĩa Nữ Chân Atai năm 1583. Lý Thành Lương, tổng binh Liêu Đông của nhà Minh, đã giết nhầm Nỗ Nhĩ Cáp Xích của cha và ông nội trong trận chiến này với Atai. Vào cuối thời nhà Minh, sự hiện diện chính trị của nhà Minh ở Mãn Châu đã suy yếu đáng kể, mặc dù nó vẫn tiếp tục trao các tước vị cho các thủ lĩnh Nữ Chân. Tuy nhiên, trớ trêu thay, chính các dân tộc ở khu vực này đã gây ra sự sụp đổ của triều Minh.
 Bắt đầu từ những năm 1580, Nỗ Nhĩ Cáp Xích (1558–1626), một thủ lĩnh Kiến Châu Nữ Chân, người trên danh nghĩa là một chư hầu của nhà Minh, bắt đầu nắm quyền kiểm soát thực tế phần lớn Mãn Châu trong vài thập kỷ tiếp theo. Năm 1616, ông tuyên bố mình là "Quang minh khả hãn" của triều đại Hậu Kim. Hai năm sau, ông tuyên bố "Thất đại hận" và công khai từ bỏ quyền thống trị của nhà Minh và bắt đầu chiến đấu chống lại nhà Minh. Năm 1636, tên dân tộc "Mãn Châu" được chính thức sử dụng và tên Hậu Kim được đổi thành Đại Thanh, với kinh phủ ban đầu của nó nằm ở Phụng Thiên (Thẩm Dương) hơi về phía bắc của Liễu Điều biên, nơi xác định biên giới của vùng Liêu Đông do nhà Minh cai trị. Năm 1644, sau khi một người Hán là Lý Tự Thành khởi nghĩa lật đổ nhà Minh, viên tướng trung thành với triều Minh là Ngô Tam Quế đã mời quân Thanh đánh đuổi Lý Tự Thành ra khỏi Bắc Kinh. Nhà Thanh cai trị phía Bắc Trung Quốc trong 40 năm cho đến năm 1683 khi họ giành chiến thắng trong cuộc nội chiến chống lại các chư hầu trung thành trước đây của họ ở phía Nam Trung Quốc, và do đó giành được quyền cai trị trên toàn bộ Trung Quốc bản thổ.

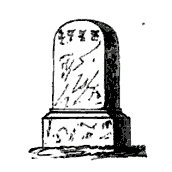
Quang cảnh Chùa Vĩnh Ninh năm 1413, từ Người Nga trên sông Amur (1861) của Ernst Georg Ravenstein (1834–1913).

Việc đổi tên từ Nữ Chân sang Mãn Châu được thực hiện để che giấu sự thật rằng tổ tiên của người Mãn, người Kiến Châu Nữ Chân, bị người Hán cai trị. Nhà Thanh đã cẩn thận cất giấu 2 ấn bản gốc của bộ sách "Thanh Thái Tổ Vũ Hoàng đế thực lục" và "Mãn Châu thực lục đồ" (Thái Tổ thực lục đồ) trong cung điện nhà Thanh, cấm công chúng xem vì chúng cho thấy gia tộc Ái Tân Giác La đã bị triều Minh cai trị. Vào thời nhà Minh, người Triều Tiên ở Triều Tiên triều gọi các vùng đất sinh sống của người Nữ Chân ở phía Bắc bán đảo Triều Tiên, phía trên sông Áp Lục và Đồ Môn, là một phần của nhà Hán Minh và gọi vùng đất Jurchen là "thượng quốc" (sangguk), tên mà họ gọi là Hán Minh. Nhà Thanh cố tình che giấu mối quan hệ trước đây của Mãn Châu đối với nhà Minh bằng cách loại trừ các tài liệu tham khảo Lịch sử nhà Minh và thông tin cho thấy mối quan hệ trước đây này. Do đó, Lịch sử nhà Minh đã không sử dụng các ghi chép thực sự về nhà Minh làm nguồn cho nội dung về người Nữ Chân trong thời kỳ họ bị nhà Minh cai trị.